# Nichtlineare Optik
Die nichtlineare Optik (kurz NLO) ist in der Physik ein Teilgebiet der Optik der elektromagnetischen Wellen, bei denen der Zusammenhang zwischen elektrischem Feld und elektrischer Polarisation in einem Medium nicht linear, sondern höheren Grades ist. NLO ist ein Sammelbegriff für bei hohen Lichtintensitäten auftretende Effekte, die ihre Ursache in einer nichtlinearen Reaktion eines Mediums auf die Lichteinwirkung haben im Gegensatz zu der linearen Reaktion in der konventionellen Optik mit vergleichsweise niedrigen Intensitäten. Wie in Nichtlinearen Systemen bezeichnet die Nichtlinearität das Phänomen, dass das Ausgangssignal nicht proportional zum Eingangssignal ist.

## Geschichte
1961 beobachteten der Physiker Peter Franken und seine Mitarbeiter an der University of Michigan einen merkwürdigen Effekt: Bei der Bestrahlung eines Quarzkristalls mit einem der ersten Rubinlaser bestand das transmittierte Licht nicht nur aus Strahlung der Laserwellenlänge 694 nm, sondern es trat auch UV-Licht der halben Wellenlänge 347 nm aus. Das war die erste Beobachtung eines nichtlinearen Effektes, der Frequenzverdopplung, und gilt als die Geburtsstunde der nichtlinearen Optik.

## Erklärung
Beim Durchgang des Lichtes durch ein dielektrisches Medium wie z. B. Glas erfolgt eine Wechselwirkung des oszillierenden elektrischen Feldes der Lichtwelle mit den elektrischen Dipolmomenten der Atome. Man kann es sich vereinfachend so vorstellen, als ob die Atome im Takt der Lichtwelle zu schwingen beginnen. Bei konventionellen Feldstärken des elektrischen Feldes reagieren die atomaren Dipole linear, ihre Auslenkung ist proportional zur Feldstärke. Die atomaren Dipole werden durch das elektrische Feld der Lichtwelle zu Schwingungen angeregt, die dazu führen, dass die Atome zu Quellen von Elementarwellen werden. Bei den sehr hohen Feldstärken, wie sie bei Laserstrahlung auftreten, reagieren die Dipole jedoch zunehmend nichtlinear.

## Grundlagen
Den Ausgangspunkt moderner optischer Beschreibungen bilden die Maxwell-Gleichungen, die unter anderem einen mathematischen Formalismus zur Beschreibung elektromagnetischer Wellen im Vakuum sowie in Materie bilden. Breitet sich eine elektromagnetische Welle in einem Medium aus, werden die Elektronen darin zum Schwingen angeregt und senden ihrerseits neue Wellen aus. Dies wird durch die elektrische Flussdichte beschrieben:
{\displaystyle {\vec {D}}=\varepsilon _{0}{\vec {E}}+{\vec {P}}}
Dabei ist {\displaystyle \varepsilon _{0}} die elektrische Feldkonstante, {\displaystyle {\vec {E}}} das elektrische Feld der Welle und {\displaystyle {\vec {P}}} die elektrische Polarisation. Für niedrige Intensitäten gilt näherungsweise, dass die Polarisation linear mit dem elektrischen Feld ansteigt:
{\displaystyle {\vec {P}}=\varepsilon _{0}\chi {\vec {E}}}
wobei {\displaystyle \chi } die elektrische Suszeptibilität darstellt. Für sehr hohe Intensitäten gilt dies jedoch nicht mehr und es müssen Terme höherer Ordnung berücksichtigt werden, da die Intensität proportional zum Quadrat des elektrischen Feldes ist und die elektrische Polarisation nicht beliebig linear ansteigen kann:
{\displaystyle {\vec {P}}=\varepsilon _{0}\sum _{n=1}^{\infty }\chi _{i,j_{1},\dots ,j_{n}}^{(n)}\prod _{k=1}^{n}E_{j_{k}}{\vec {e}}_{i}=\varepsilon _{0}\left[\chi _{ij}^{(1)}E_{j}+\chi _{ijk}^{(2)}E_{j}E_{k}+\chi _{ijkl}^{(3)}E_{j}E_{k}E_{l}+\dots \right]{\vec {e}}_{i}}
Dabei ist {\displaystyle \chi ^{(n)}} im Allgemeinen ein Tensor n+1-ter Stufe, {\displaystyle {\vec {e}}_{i}} ist der Einheitsvektor in i-Richtung. In der Formel wird die Summenkonvention verwendet; über mehrfach auftretende Indices wird von 1 bis 3 summiert. Die Wellengleichung, die sich durch die Einführung Terme höherer Ordnung ergibt, lautet:
{\displaystyle \left(\Delta -{\frac {n^{2}}{c^{2}}}{\frac {\partial ^{2}}{\partial t^{2}}}\right){\vec {E}}=\mu _{0}{\frac {\partial ^{2}}{\partial t^{2}}}{\vec {P}}^{\mathrm {NL} }}
Dabei ist {\displaystyle \Delta } der Laplace-Operator, n der Brechungsindex des Mediums, c die Lichtgeschwindigkeit und {\displaystyle {\vec {P}}^{\mathrm {NL} }} die Summe aller nichtlinearen Terme der Polarisation.

## Effekte und Anwendungen

Frequenzverdopplung

Summenfrequenzerzeugung

Differenzfrequenzerzeugung

Die Effekte umfassen Wechselwirkungen zwischen Lichtwellen, bei denen das Medium lediglich die Rolle eines Mittlers spielt, d. h. Energie weder aufnimmt noch abgibt. In erster Linie handelt es sich dabei um Prozesse, bei denen Licht bei neuen Frequenzen erzeugt wird.
Licht als elektromagnetische Welle wird im Allgemeinen durch eine räumlich und zeitlich oszillierende Funktion dargestellt:
{\displaystyle {\vec {E}}({\vec {r}},t)={\vec {E}}_{0}\cdot \cos {({\vec {k}}\cdot {\vec {r}}-\omega t)}={\frac {1}{2}}{\vec {E}}_{0}\cdot (e^{i({\vec {k}}\cdot {\vec {r}}-\omega t)}+e^{-i({\vec {k}}\cdot {\vec {r}}-\omega t)})}
mit dem Ort {\displaystyle {\vec {r}}}, der Zeit t, dem Wellenvektor {\displaystyle {\vec {k}}}, der Kreisfrequenz {\displaystyle \omega } und der Amplitude {\displaystyle {\vec {E}}_{0}}. Einsetzen dieser Funktion oder Überlagerungen verschiedener Lichtwellen mit unterschiedlichen Frequenzen in die nichtlineare elektrische Polarisation liefert verschiedene Terme, in denen neue Frequenzen enthalten sind. Nicht alle der in dieser Rechnung auftretenden Effekte treten jedoch gleichzeitig in Erscheinung. Licht mit unterschiedlicher Frequenz besitzt aufgrund der Frequenzabhängigkeit des Brechungsindexes, also der Dispersion, in einem Medium unterschiedliche Phasengeschwindigkeiten. Dies führt zu einer destruktiven Interferenz der Wellen. Damit der gewünschte Effekt auftritt, muss die Phasenanpassungsbedingung für die beteiligten Frequenzen erfüllt sein:
{\displaystyle n(\omega _{1})=n(\omega _{2})}
Das heißt, die Brechungsindizes der beiden Lichtwellen mit den Kreisfrequenzen {\displaystyle \omega _{1}} und {\displaystyle \omega _{2}} müssen gleich sein. Diese Bedingung ist nur mittels doppelbrechenden Materialien zu erreichen, indem die optischen Polarisationen der Lichtwellen geeignet gewählt werden.
Zu den nichtlinearen optischen Effekte zählen:
- Frequenzverdopplung (engl. second harmonic generation, SHG)
- Summenfrequenzerzeugung (engl. sum frequency generation, SFG)
- Differenzfrequenzerzeugung (engl. difference frequency generation, DFG)
- Parametrischer Prozess, auch Abwärtskonversion (engl. down conversion) genannt, z. B. mit einem optisch parametrischen Oszillator.
- parametrische Fluoreszenz (engl. Spontaneous parametric down-conversion, SPDC)
- Harmonischenerzeugung[4]
- Selbstfokussierung und Kerr-Effekt
- Selbstphasenmodulation (SPM), Kreuzphasenmodulation (engl. cross phase modulation, XPM)
- Vier-Wellen-Mischung (engl. four wave mixing, FWM)

Nichtlineare Optiken bzw. optisch nichtlineare Materialien finden Anwendung beim Bau von optischen Schaltern und Bauelementen. So befinden sich z. B. in grünen Laserpointern häufig Dioden, die infrarotes Licht emittieren, welches zum Pumpen von Nd:YVO4-Lasern (Wellenlänge 1064 nm, Infrarot) genutzt wird, welche wiederum mit einem nichtlinearen Kristall frequenzverdoppelt wird (Wellenlänge 532 nm, grün). Außerdem können sie als Speicher in der (digitalen) optischen Daten- und Bildverarbeitung eingesetzt werden.
Mit einer zusätzlichen Laserstrahlung als "Pumpfrequenz" kann man Laserlichtquellen konstruieren, die über einen großen Frequenzbereich kontinuierlich abstimmbar sind. Man bezeichnet solche nichtlinearen optischen Phänomene als parametrische Effekte. [KH]

## Medien mit nichtlinearen Effekten
Nichtlineare optische Effekte treten nur in Medien auf, bei denen die Terme mit Suszeptibilitäten der Ordnung größer oder gleich 2 nicht verschwinden, also ungleich Null sind. Für Effekte zweiter Ordnung handelt es sich meist um Kristalle, die auch einen Piezoeffekt aufweisen. Die am häufigsten verwendeten Kristalle mit Nichtlinearität zweiter Ordnung sind:
- Beta-Bariumborat (BBO)
- Kaliumdihydrogenphosphat (KDP)
- Ammoniumdihydrogenphosphat (ADP)
- Lithiumniobat
- Lithiumjodat
- Silberthiogallat.